# Gare de Pont-à-Mousson
Gare de Pont-à-Mousson – stacja kolejowa w Pont-à-Mousson, w departamencie Meurthe i Mozela, w regionie Grand Est, we Francji.
Została otwarta w 1850 przez Compagnie du chemin de fer de Paris à Strasbourg, następnie została włączona do Compagnie des chemins de fer de l’Est w 1854 roku. Jest stacją Société nationale des chemins de fer français (SNCF), obsługiwaną przez pociągi TER Lorraine.